# Карай Журавка
Ка́рай Жу́равка — упразднённый посёлок в Турковском районе Саратовской области. Входил в состав Рязанского сельского поселения.

## История
Получило название от первых переселенцев из села Большая Журавка (Аркадакского района), которые переселились сюда в 1924—25 годах.Первым основателем деревни Карай-Журавка был Курсаков Абрам Николаевич. После революции было разрешено крестьянам переселение на новые, свободные, не заселенные земли. Он ездил в г Аркадак,  хлопотал, просил разрешение на заселение свободных земель между деревней Марьино и Красное Колено, ныне это Турковский район , вдоль реки Карай. Поэтому и название деревня получила в честь реки Карай и переселенцев из деревни Большая Журавка Аркадакского района. 
Упразднён в 2016 году.

## Население
| 2010 |
| ---- |
| 0    |

## Уличная сеть
В посёлке одна улица: ул. Полевая.